# Boekhoudprogramma

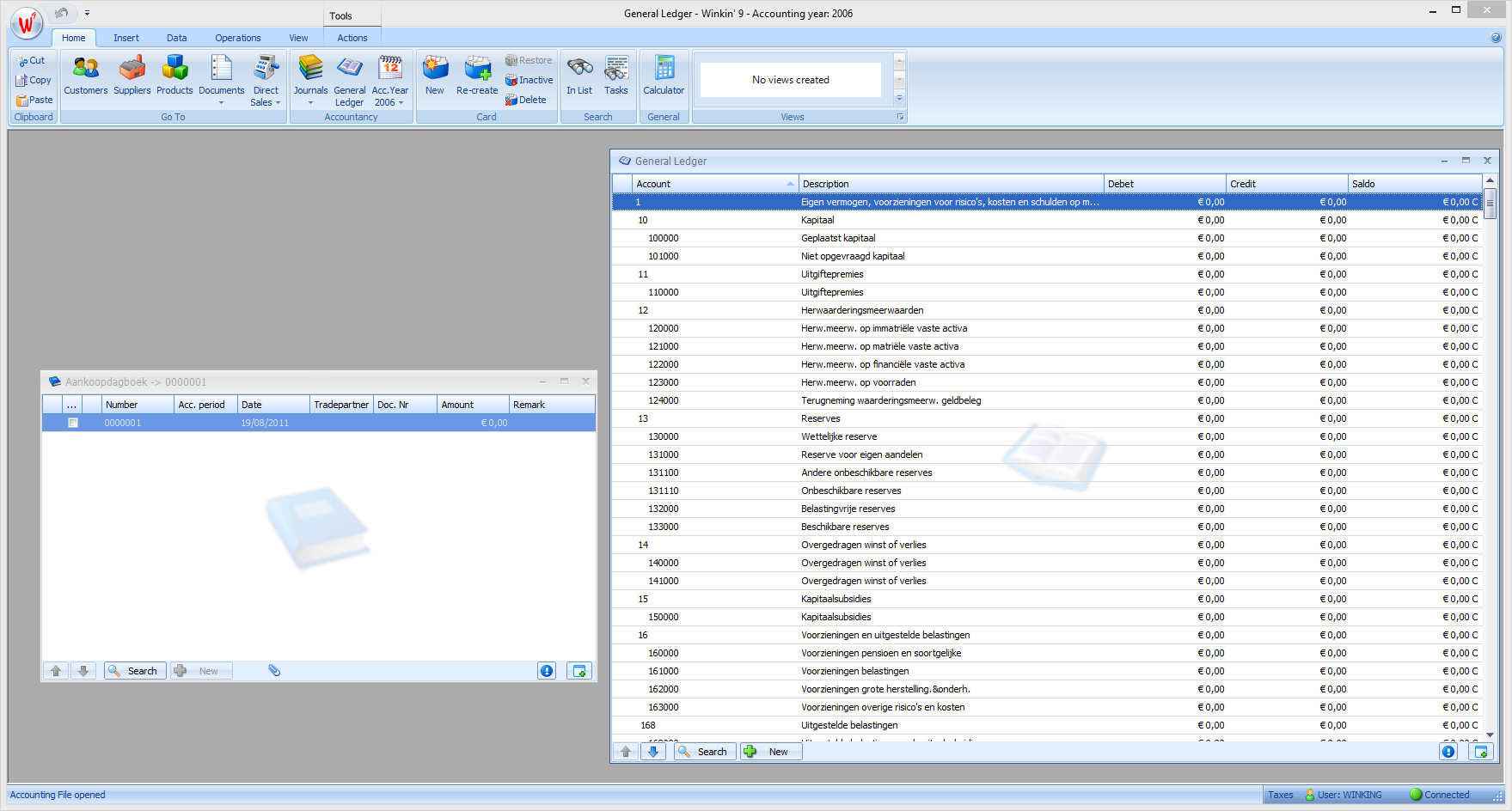
Voorbeeld van grootboek en aankoopdagboek in boekhoudprogramma Winkin' 9

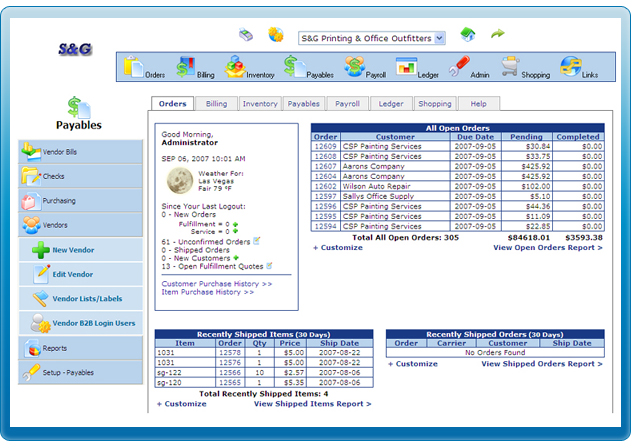
Voorbeeld van een boekhoudprogramma met enige gelieerde functies

Een boekhoudprogramma is een softwarepakket waarmee de boekhouding is te automatiseren. Met een dergelijk programma zijn dus een inkoopfactuur, een bankafschrift of een memoriaalboeking vast te leggen. Tevens laat het min of meer automatisch een balans en een resultatenrekening vervaardigen en vervult zo alle basisfuncties van een boekhouding, namelijk die van de grootboekadministratie.
In de praktijk bieden de meeste pakketten meer functionaliteit doordat ook functies voor subadministraties (debiteuren, crediteuren en/of voorraad) aanwezig zijn. Verder kunnen gelieerde functies als telebankieren, consolidatie, budgettering, relatiebeheer, vaste activa, inkoop, verkoop, projecten of productie naar voren komen.

## De functies van een boekhoudprogramma

### Algemene functies
Algemene functies zijn functies die niet een specifiek boekhoudkundig karakter hebben, maar wel gewenst kunnen zijn. Verder zijn het functies die ook bij andere (administratieve) programma’s aanwezig kunnen zijn. Voorbeelden zijn toegangsbeveiliging, import en export.

#### Toegangsbeveiliging
Toegangsbeveiliging is het beveiligen van de functies binnen het pakket tegen onbevoegd gebruik. Daartoe wordt voor elke gebruiker vastgelegd welke functies hij mag gebruiken. Daarnaast worden per gebruiker naam en wachtwoord vastgelegd. Bij de 'toegangspoort' van het pakket worden altijd de naam en het wachtwoord gevraagd, waarna wordt bepaald welke 'deuren' geopend mogen worden en welke deuren gesloten blijven voor de desbetreffende gebruiker. Bedenk dat het gebruikte besturingssysteem in de meeste gevallen ook de nodige faciliteiten biedt voor toegangsbeveiliging.

#### Import
Gegevens kunnen binnen allerlei applicaties worden beheerd. Soms is het noodzakelijk dat de gegevens van de ene applicatie verhuizen of worden gekopieerd naar de andere applicatie. Een applicatie kan echter zelden de gegevens van een andere applicatie beheren of raadplegen. Wel is vaak import mogelijk van een bestand met gegevens. Zo zou een boekhoudpakket een bestand met naam- en adresgegevens kunnen importeren, waarna die gegevens worden toegevoegd aan het crediteurenbestand. De import is soms beperkt tot alleen de vaste gegevens (stamgegevens). Dat zijn de gegevens binnen het boekhoudpakket die min of meer een vast karakter hebben; bijvoorbeeld de gegevens van debiteuren, crediteuren en grootboekrekeningen.
Naast de import van vaste gegevens wordt ook de import van transacties onderscheiden. Daarbij is aan de ene kant sprake van een applicatie die bepaalde transacties beheert en deze meestal periodiek exporteert naar een bestand. Aan de andere kant is er een boekhoudpakket te vinden dat een bestand met transacties importeert en verwerkt. Deze situatie kan bijvoorbeeld spelen bij een filiaal dat via een bepaalde applicatie de kastransacties vastlegt, waarna dagelijks een bestand wordt vervaardigd met die kastransacties voor verwerking op het hoofdkantoor.

#### Export
Export is het spiegelbeeld van import. Het betreft het vervaardigen van een bestand met gegevens die vervolgens kunnen worden verwerkt door een ander programma, zoals een spreadsheet en een tekstverwerker. Een sprekend voorbeeld is het vervaardigen van een saldi-lijst op maandbasis en deze vervolgens in een spreadsheet verwerken tot de maandelijkse rapportage. Bij veel pakketten is de export geïntegreerd in de overzichten. Elk overzicht is dan zowel te raadplegen op het beeldscherm en af te drukken via de printer als te exporteren naar een bestand.

#### Multi-user
De noodzaak kan aanwezig zijn om met meer dan één gebruiker met het boekhoudpakket te werken. De ene gebruiker raadpleegt bijvoorbeeld de gegevens van relaties en voegt notities toe en de andere gebruiker boekt de ontvangen betalingen. In dergelijke gevallen mogen dezelfde gegevens niet gelijktijdig gewijzigd kunnen worden. Zo mag het niet zijn dat de ene gebruiker het adres van debiteur XYZ kan wijzigen, terwijl op hetzelfde moment de andere gebruiker het telefoonnummer wijzigt. In dat geval zou immers of het nieuwe adres of het nieuwe telefoonnummer niet worden bewaard. De faciliteiten om de gegevens te beschermen bij gelijktijdig gebruik staan bekend onder de naam Multi-user. Zijn die faciliteiten afwezig, dan wordt gesproken van single-user. De meeste pakketten zijn in de basisuitvoering single-user, maar zijn uit te breiden tot multi-user.

### Grootboek
Het grootboek (de grootboekadministratie) vormt altijd het hart van elke boekhouding. In het grootboek worden namelijk alle financiële gebeurtenissen vastgelegd. Dat gebeurt in de vorm van (financiële) transacties, ook wel mutaties/journaalposten genoemd. Een transactie is bijvoorbeeld het vastleggen van een ontvangen inkoopfactuur, het boeken van een ontvangen betaling of het verwerken van de afschrijvingen. Op basis van het grootboek kan zowel een balans als een verlies- en winstrekening worden vervaardigd. De balans laat voor een bepaalde datum alle bezittingen, alle schulden en het resulterende verschil, het kapitaal (eigen vermogen) zien. De verlies- en winstrekening geeft voor een bepaalde periode een overzicht van alle opbrengsten, alle kosten en het resulterende verschil (een winst of verlies).

#### Budgettering
Het grootboek kan worden uitgebreid met budgettering: de systematiek waarbij de gerealiseerde cijfers worden vergeleken met de gebudgetteerde cijfers. Zo kan het budget voor de omzet van januari gelijk zijn aan 100.000 euro, terwijl in januari een omzet werd gerealiseerd van 110.000 euro. In dat geval laat vergelijking van beide cijfers zien dat in januari de gebudgetteerde omzet met 10% werd overschreden. De functie Budgettering binnen een boekhoudpakket betreft in principe alleen de mogelijkheid om budgetcijfers in te voeren en om nodige overzichten te vervaardigen die de gerealiseerde cijfers versus de gebudgetteerde cijfers laten zien. Dat betekent dat de gebruiker zelf de budgetcijfers moet samenstellen. Wel zijn er enkele uitzonderingen. Zo zijn er boekhoudpakketten die op basis van de budgetcijfers en/of de gerealiseerde cijfers van vorig jaar een serie budgetcijfers kunnen samenstellen.

#### Kostenplaatsen
Tijdens het invoeren van de transacties wordt aan elk bedrag een grootboekrekening toegekend; bijvoorbeeld autokosten. In bepaalde gevallen kan het gewenst zijn om nog een verdere onderverdeling aan te brengen; bijvoorbeeld de brandstofkosten naar auto. Dat kan met de subfunctie Kostenplaatsen. Tijdens de transactie-invoer kan dan niet alleen de rubriek Rekening, maar ook de rubriek Kostenplaats worden ingevoerd. Bij de rubriek Kostenplaats kan dan in dit geval een auto worden gekozen.
Vervolgens laat de verlies- en winstrekening niet alleen het totaal van de brandstofkosten en het kostentotaal per auto zien, maar ook brandstofkosten voor alle individuele auto's.

#### Vreemde valuta
Bij een bankrekening in dollars is het vastleggen van de transacties lastig. Elk dollarbedrag moet immers eerst worden geconverteerd naar euro's. Daarnaast kan niet worden nagaan of het saldo in de boekhouding wel spoort met het saldo van de bankrekening in dollars. De subfunctie Vreemde valuta lost dit probleem op. Men kan volstaan met het invoeren van de dollarbedragen en eventueel de koers van de dollar en de overzichten laten zowel de bedragen in euro's als in dollars zien.

#### Consolidatie
Menig bedrijf is formeel gescheiden in een management-BV en een of meer werkmaatschappijen. Voor al die vennootschappen moet de administratie worden gevoerd met het boekhoudprogramma. Dat gebeurt door voor elke vennootschap een aparte administratie aan te maken, waarna op de normale manier voor elke administratie de transacties zijn in te voeren. De overzichten als balans en verlies- en winstrekening laten voor de individuele bedrijven zien hoe het er financieel voorstaat. Om de gecombineerde cijfers te zien, is de subfunctie Consolidatie nodig. Die subfunctie laat de cijfers voor twee of meer administraties 'optellen' en geeft via een geconsolideerde balans en geconsolideerde resultatenrekening de financiële situatie van het geheel weer.

#### Telebankieren
De boekhouding bijwerken betekent periodiek de mutaties van de ontvangen bankafschriften invoeren. Die werkzaamheden zijn met de subfunctie Telebankieren te automatiseren. Wel is het dan noodzakelijk dat het boekhoudprogramma toegang heeft tot de banktransacties. Dat kan bijvoorbeeld gebeuren door via Internet bij de bank de laatste banktransacties in de vorm van een bestand te downloaden. Vervolgens kan het boekhoudprogramma dat bestand verwerken. Regel voor regel wordt het bestand gelezen en bij elke regel wordt gevraagd op welke rekening het desbetreffende bedrag geboekt moet worden. Sommige pakketten zijn slimmer en boeken, als voldoende informatie aanwezig is, zelfstandig het bedrag op de juiste rekening.

#### Elektronische btw-aangifte
Vanaf 1 januari 2005 is het wettelijk verplicht voor ondernemers hun omzetbelasting aangifte elektronisch te verrichten. De functie om die aangifte elektronisch te verrichten, kan zijn ingebouwd in het boekhoudpakket. Daarmee kan de aangifte dan snel en foutloos worden verricht. Ook is het mogelijk dat het een apart programma betreft. In beide gevallen vindt de beveiliging plaats door een certificaat of met een pincode. Aan de eerste zijn kosten verbonden en aan de tweede niet. In het boekhoudpakket kan een van beide of beide methodes zijn ingebouwd.

#### Vaste journaalposten
Als het voorkomt dat bepaalde transacties periodiek terugkomen, kan de subfunctie Vaste journaalposten zinvol zijn. Deze functie laat de gegevens voor dergelijke transacties eenmalig invoeren, waarna periodiek die transacties automatisch zijn samen te stellen. Voorbeelden: de maandelijkse journaalpost van de loonkosten van een werknemer, de maandelijkse afschrijving van de productiemiddelen (als de functie Vaste activa niet wordt gebruikt) en de maandelijkse renteboeking van een lening.
Is de subfunctie uitgebreid, dan wordt het ook mogelijk om het saldo van een of meer grootboekrekeningen via een bepaalde verdeling naar andere rekeningen te boeken. Daardoor zijn bijvoorbeeld de kosten van een afdeling via een bepaalde verdeelsleutel automatisch door te belasten naar andere afdelingen.

#### Transitorische posten
De subfunctie Transitorische posten is specifiek bedoeld om een bepaalde opbrengsten- of kostenpost niet in één periode te laten vallen, maar te spreiden over een serie perioden. Zo is de betaling van de huur voor één jaar via deze subfunctie automatisch naar voren te laten komen als een kostenpost in de resultatenrekening gedurende twaalf maanden. Een jaarovergang geeft in principe geen problemen. Het resterende saldo wordt berekend en komt vervolgens naar voren onder de overlopende activa of passiva.

### Debiteuren
De balans laat altijd de post Debiteuren zien. Worden alle transacties van de rekening geraadpleegd, dan zien wij een 'bij'-boeking als een factuur wordt verzonden en een 'af'-boeking als een factuur wordt betaald. Specifieke informatie over een debiteur of een factuur is echter niet aanwezig. Zijn er slechts enkele debiteuren en een gering aantal facturen, dan kan het informatieprobleem worden opgelost door voor elke debiteur een aparte rekening te openen, waarop exclusief de transacties voor de desbetreffende debiteur worden geboekt. Zijn er veel debiteuren en facturen, dan is de functie Debiteuren noodzakelijk.
De functie laat bij de invoer van een factuur expliciet een debiteur en een factuurnummer invoeren.

#### Aanmaningen
Betalen debiteuren niet op tijd, dan moet worden gemaand. De subfunctie Aanmaningen vervaardigt daartoe aanmaningen via de printer of e-mail. Dat kan eenvoudig gebeuren: elke debiteur met een of meer nog niet betaalde facturen krijgt een aanmaning met een vaste tekst. Dat kan ook ingewikkeld gebeuren: elke debiteur met een of meer facturen waarvan de betalingstermijn is verstreken, krijgt een aanmaning met een tekst die wordt bepaald door het soort debiteur en door het aantal keren dat de factuur die het langst openstaat al eerder op een aanmaning is verschenen.

#### Incasso
Zijn er veel facturen, dan is het hele proces van uitschrijven tot betaald krijgen van de factuur tijdrovend. Betreffen de facturen voornamelijk kleine bedragen, dan is het ook nog eens frustrerend. In een dergelijk geval kan de subfunctie Incasso uitkomst brengen. Via deze subfunctie is automatisch een bestand te vervaardigen met daarin per debiteur het te incasseren bedrag. Het bestand wordt naar de bank gestuurd en de volgende dag zijn de bedragen betaald en is de boekhouding bijgewerkt.

### Crediteuren
De balans laat altijd de post Crediteuren zien. Worden alle transacties van de rekening geraadpleegd, dan zien wij een 'bij'-boeking als een factuur is verwerkt en een 'af'-boekingen als een factuur wordt betaald. Specifieke informatie over een crediteur of een factuur is echter niet aanwezig. Zijn er slechts enkele crediteuren en facturen, dan kan het informatieprobleem worden opgelost door voor elke crediteur een aparte rekening te openen, waarop exclusief de transacties voor de desbetreffende crediteur worden geboekt. Zijn er integendeel veel crediteuren en facturen, dan is de functie Crediteuren noodzakelijk.
De functie laat bij de invoer van een factuur expliciet een crediteur en een factuurnummer invoeren.

#### Automatische betalingen
Crediteuren moeten eens betaald worden. Ook dat proces kan worden geautomatiseerd. Het boekhoudprogramma maakt keurig een overzicht van te betalen facturen, het fiat wordt gegeven en enkele seconden later is er een bestand met betaalopdrachten aangemaakt. Daarnaast zijn alle facturen meteen als 'betaald' geboekt, zodat ook het nodige invoerwerk wordt geëlimineerd.

### Relatiebeheer
We spreken van een functie Relatiebeheer als binnen het boekhoudprogramma niet afzonderlijk debiteuren en crediteuren, maar relaties zijn te registreren. Die relaties kunnen vervolgens fungeren als debiteur en/of crediteur binnen het boekhoudpakket. Verder is de registratie niet beperkt tot de kale naam- en adresgegevens, maar zijn ook gegevens als e-mailadres, functie, telefoonnummer en faxnummer vast te leggen. Dat wordt dan aangevuld met de mogelijkheid van een memo van meestal onbeperkte lengte waarin alle willekeurige informatie is vast te leggen. Al deze gegevens zijn in één bestand opgeslagen.

### Vaste activa
Vaste activa zijn bezittingen die langer dan één productieproces meegaan. Die bezittingen komen op de balans naar voren en periodiek worden de waardeveranderingen daarvan als een kostenpost geboekt. Dit zijn de zogenaamde afschrijvingen. Wordt dit in het grootboek gedaan, dan zal bij veel vaste activa de detailinformatie moeilijk zijn te ontsluiten. Zo moet de nodige moeite worden gedaan om bijvoorbeeld de huidige waarde van een van de bezittingen te bepalen. De functie Vaste activa maakt dit proces makkelijker. Van elk bezit worden bij de aanschaf enkele kerngegevens, zoals de afschrijvingstermijn en de wijze van afschrijven ingevoerd. Daarna doet het boekhoudprogramma het werk. Zo kan elke maand automatisch worden afgeschreven, zodat de maandelijkse resultatenrekening een beter beeld geeft. Aan het einde van het jaar kan een overzicht worden vervaardigd met alle cijfers die noodzakelijk zijn voor de belastingaangifte. Verder kan een overzicht worden vervaardigd met daarop alle vaste activa en de waarden daarvan.

### Inkoop
Inkopen begint met het bepalen wanneer en hoeveel van elk artikel ingekocht moet worden. Vervolgens moeten deze artikelen daadwerkelijk worden besteld door naar de leverancier een bestelformulier te sturen. Enige tijd later komen de bestelde goederen binnen en moeten de ontvangsten worden vergeleken met de bestelling. Wordt later de factuur ontvangen, dan dient ook deze te worden vergeleken met de ontvangsten en de bestelling. De functie Inkoop kan een groot gedeelte van deze werkzaamheden overnemen.

#### Besteladvies
Voor elk artikel is altijd een groot aantal zogenaamde vaste gegevens (stamgegevens) vast te leggen. Die gegevens betreffen onder andere naam, artikelgroep, bestelniveau en bestelhoeveelheid. Daarbij is het bestelniveau de voorraadstand waarbij opnieuw besteld moet worden en de bestelhoeveelheid is de hoeveelheid van het artikel dat moet worden besteld. Dankzij deze twee rubrieken kan het pakket een besteladvies vervaardigen. Dat is een overzicht van alle artikelen waarvan de actuele voorraad lager is dan het zogenaamde bestelniveau. Het besteladvies is daarmee een leidraad voor de te plaatsen bestellingen.
In de praktijk is het besteladvies complexer. Zo kan rekening worden gehouden met bijvoorbeeld de levertijd en met nog niet uitgeleverde orders. Verder is het vaak mogelijk om automatisch dit besteladvies te transformeren in een aantal orders in de orderadministratie.

#### Orderadministratie
Als het pakket de inkooporders laat vastleggen, dan is sprake van een orderadministratie. Goedbeschouwd is dat het hart van de inkoopadministratie. Het kan op elk moment van elk artikel aangeven wat er besteld is en zo mogelijk wanneer die artikelen binnenkomen. Daarnaast kan het gebruikt worden voor het afdrukken van bestelformulieren voor de aanwezige orders. Verder dient het als basis bij de registratie van de ontvangen goederen, waardoor per order duidelijk wordt in hoeverre de bestelde artikelen al zijn binnengekomen. Ten slotte is de inkooporder de norm waarmee de ontvangen factuur kan worden vergeleken.

#### Bestelformulieren
Zijn eenmaal handmatig of automatisch een aantal orders ingevoerd, dan kan deze subfunctie de benodigde bestelformulieren afdrukken via de printer of als e-mailberichten klaarzetten. Is een dergelijke functie afwezig, dan moeten handmatig alle bestelformulieren vervaardigd worden.

### Voorraad
De rekening Voorraad in het grootboek geeft de waarde van de huidige voorraad weer. Die rekening neemt toe als een inkoopfactuur met een of meer voorraadartikelen wordt geboekt. Die rekening neemt weer af als een verkoopfactuur met een of meer voorraadartikelen wordt geboekt. Het grootboek bevat echter alleen maar bedragen. Als de individuele transacties op die rekening worden geraadpleegd, dan kan alleen maar worden geconstateerd dat de voorraad op bijvoorbeeld 1 april is toegenomen met €150,00 en op 2 april is afgenomen met €200,00. Detailinformatie over de verschillende artikelen is niet aanwezig. De functie Voorraad, een zogenaamde subadministratie, brengt daar verandering in. Bij elke transactie op de rekening worden ook het artikel en het aantal vastgelegd. Daardoor wordt het mogelijk om van elk artikel op elk moment de voorraadhoeveelheid te weten. De zogenaamde voorraadstaat laat al die aantallen zien. Dit overzicht geeft per artikel het aantal in voorraad en de waarde daarvan weer. Daarnaast zijn alle transacties per artikel te raadplegen. Het is dan mogelijk om direct te zien wanneer er inkopen en/of verkopen voor dat artikel hebben plaatsgevonden.
De rekening Voorraad is sterk gelieerd met de functie Crediteuren en Facturering. Tijdens de invoer van een inkoopfactuur wordt aangegeven welke voorraadartikelen en welke aantallen de factuur betreft. Automatisch wordt dan de voorraadadministratie bijgewerkt. Hetzelfde geldt voor de facturering. Als via deze functie een factuur wordt vervaardigd, wordt de voorraadadministratie ook bijgewerkt.

#### Magazijnen en/of locaties
Er is sprake van de subfunctie Magazijnen en/of locaties als per artikel/boeking de locatie kan worden opgegeven. Dat betekent dat per artikel grootheden als magazijn, stelling en/of plank zijn op te geven. Daardoor is een artikel altijd snel te vinden in het magazijn.

#### Samengestelde artikelen
Er is sprake van de subfunctie Samengestelde artikelen als het mogelijk is om een artikel te definiëren als bestaande uit een serie andere artikelen. Bijvoorbeeld een pc bestaat uit één systeemkast, één monitor, één toetsenbord en één muis. Door bij de orderinvoer één pc in te voeren, worden de aantallen van artikel systeemkast, artikel monitor, artikel toetsenbord en artikel muis aangepast. Het is ook mogelijk als vooraf de transformatie plaatsvindt. Stop een systeemkast, een monitor, een toetsenbord en een muis in een doos en er is een pc 'geassembleerd'.
Administratief is er dan één pc toegevoegd en door de definitie worden de aantallen van de artikelen Systeemkast, Monitor, Toetsenbord en Muis aangepast.

### Verkoop
Stel dat in pc's wordt gehandeld, dat er één pc op rekening wordt verkocht en dat er geen functie Verkoop is. Wat moet er dan gebeuren om deze aankoop administratief te verwerken?
De eerste stap is het vervaardigen van de factuur. Binnen de tekstverwerker wordt een nieuw document gestart, gebaseerd op de sjabloon Factuur. Ingevoerd worden de naam- en adresgegevens van de debiteur, de gegevens van het artikel en daaronder de verschillende totalen met en zonder btw. Een en ander is nog eenvoudig te doen omdat de verkoop maar één artikel betreft. Zijn het verschillende artikelen, dan moet ook nog worden opgeteld.
Daarna dient men binnen het boekhoudprogramma een transactie in te voeren die bestaat uit de volgende regels:
- Toename van de rekening Debiteuren met 1200,00 (1.000,00 voor de pc en 200,00 aan btw).
- Toename van de rekening Af te dragen btw met 200,00.
- Toename van de rekening Omzet met 1000,00.
- Afname van de rekening Voorraad met 600,00 (inkoopprijs van de pc).
- Toename van de rekening Kostprijs Verkopen met 600,00 (inkoopprijs van de pc).

Wordt de functie Verkoop gebruikt, dan gaat dit allemaal sneller en min of meer foutloos. De desbetreffende functie wordt gestart, de klant wordt geselecteerd, het artikel wordt gekozen en het aantal wordt ingevoerd. Uit de printer rolt de factuur, terwijl de transactie direct in de boekhouding wordt verwerkt.

#### Offerte
Van de subfunctie Offerte is sprake als het pakket een offerte kan maken. De overeenkomst met een factuur is groot. Er wordt een pseudo-order ingevoerd en in plaats van een factuur rolt er een offerte uit de printer. Die offerte is vergelijkbaar met een factuur waarbij bepaalde onderdelen niet worden afgedrukt. Slimme pakketten bewaren de offertes en laten bij acceptatie van een offerte deze met een druk op de knop tot order promoveren.

#### Prijzen en kortingen
Wordt gefactureerd met de computer, dan is er altijd sprake van een artikelbestand met gegevens als naam, verkoopprijs en btw. Tijdens de facturering is het dan niet meer nodig om de prijs op te zoeken en in te voeren. Bij een uitgebreide administratieve organisatie is echter niet sprake van één prijs per artikel. De ene klant heeft lagere prijzen dan de andere klant. Als er sprake is van een actie, dan is de prijs gedurende een bepaalde periode lager. Als het artikel in grotere hoeveelheden wordt afgenomen, dan daalt de prijs. Als de omzet van een klant een bepaalde limiet passeert, wordt het algemene kortingspercentage verhoogd. Al die specifieke maatregelen om de prijs en de korting te wijzigen vallen onder de subfunctie Prijzen en kortingen.

#### Orderadministratie
Bij een basale verkoopadministratie zal na invoer van de ordergegevens direct de factuur worden afgedrukt en tevens de financiële administratie worden bijgewerkt. In voorkomende gevallen worden de factuurregels nog bewaard, waardoor het mogelijk is op een later tijdstip een kopiefactuur af te drukken. Deze vorm is bijvoorbeeld van toepassing bij facturering van diensten en bij een eenvoudige administratie
In andere gevallen is er echter sprake van een echte 'orderadministratie'. Een order wordt ingevoerd en bewaard in de orderadministratie. Tijdens het hele orderproces vormt deze orderadministratie de basis van allerlei administratieve handelingen.
Na de invoer van de order kan deze worden gefiatteerd. De order wordt opgeroepen en de aanwezige functionaris geeft zijn digitale fiat. Na de fiattering kan een pakbon worden vervaardigd op basis van de order, waarmee het magazijn de order kan klaarmaken. Heeft het magazijn de order afgewerkt, dan kan die gereed worden gemeld via de orderadministratie. Anders geformuleerd, de status van de order wordt aangepast: 'alle goederen zijn geleverd'. Ten slotte worden alle orders met de status 'gereed gemeld' gefactureerd.

#### Directe facturering
Van directe facturering is sprake als na invoer van de ordergegevens direct de factuur wordt afgedrukt. Dat is van toepassing bij een eenvoudige administratie. Ook is het van toepassing als bij de balie direct de factuur moet worden afgedrukt. Dan wordt vaak de term Baliefacturering gebruikt.

#### Statistieken
Het grootboek kan altijd voor een bepaalde periode de omzet en de winst weergeven. Soms kan het pakket ook de omzet per debiteur weergeven. De informatie is en blijft beperkt.
Bij een uitgebreide verkoopadministratie zijn daarom vaak de zogenaamde (omzet)statistieken beschikbaar. Deze statistieken zijn gebaseerd op het artikel, de eventuele artikelgroep, de klant, de eventuele klantgroep, de periode (dag/week/maand/kwartaal/jaar) en eventueel de vertegenwoordiger. Weergegeven kunnen worden de omzet, de winst, de procentuele winst en het aantal. Met al deze variabelen zijn theoretisch honderden statistieken mogelijk. Bij de nodige pakketten is dan ook een 'report generator' aanwezig waarmee men zelf rapporten kan specificeren.

#### Periodieke facturen
Er is sprake van periodieke facturen als aan klanten periodiek dezelfde factuur wordt gestuurd. Deze subfunctie laat eenmalig de gegevens voor dergelijke facturen invoeren, waarna periodiek automatisch die facturen zijn te vervaardigen.

#### Inrichting online boekhoudprogramma
Een online boekhoudprogramma neenmt handmatige boekingen uit handen: de software boekt stukken. Het boekhoudprogramma moet daarvoor goed worden ingericht. Dat wil zeggen dat onder andere:
- verkoopfacturen worden voorgedefinieerd met logo, naw gegevens, verkoopartikelen, prijzen en betaalwijze en betaaltermijnen
- het e-mail adres van de betreffende boekhouding wordt ingesteld zodat deze digitaal worden gestuurd naar de boekhouding
- crediteuren standaard grootboekrekeningen en BTW codes krijgen toegewezen
- bankafschriften gekoppeld worden met het boekhoudprogramma
- automatisch inlezen van salarisgegevens en andere software zoals kassasoftware ingesteld wordt.
Een online boekhoudprogramma geeft, mits goed ingericht, realtime inzicht in de boekhouding.

## Prijs en functionaliteit van een boekhoudpakket
Er is geen relatie tussen prijs en functionaliteit. Pakketten met een beperkte functionaliteit (weinig functies) kunnen zowel goedkoop als duur zijn. Voor pakketten met een uitgebreide functionaliteit (veel functies) geldt hetzelfde. In de grafiek rechts wordt dat nog eens visueel aangetoond.